# Bezegg-Sul

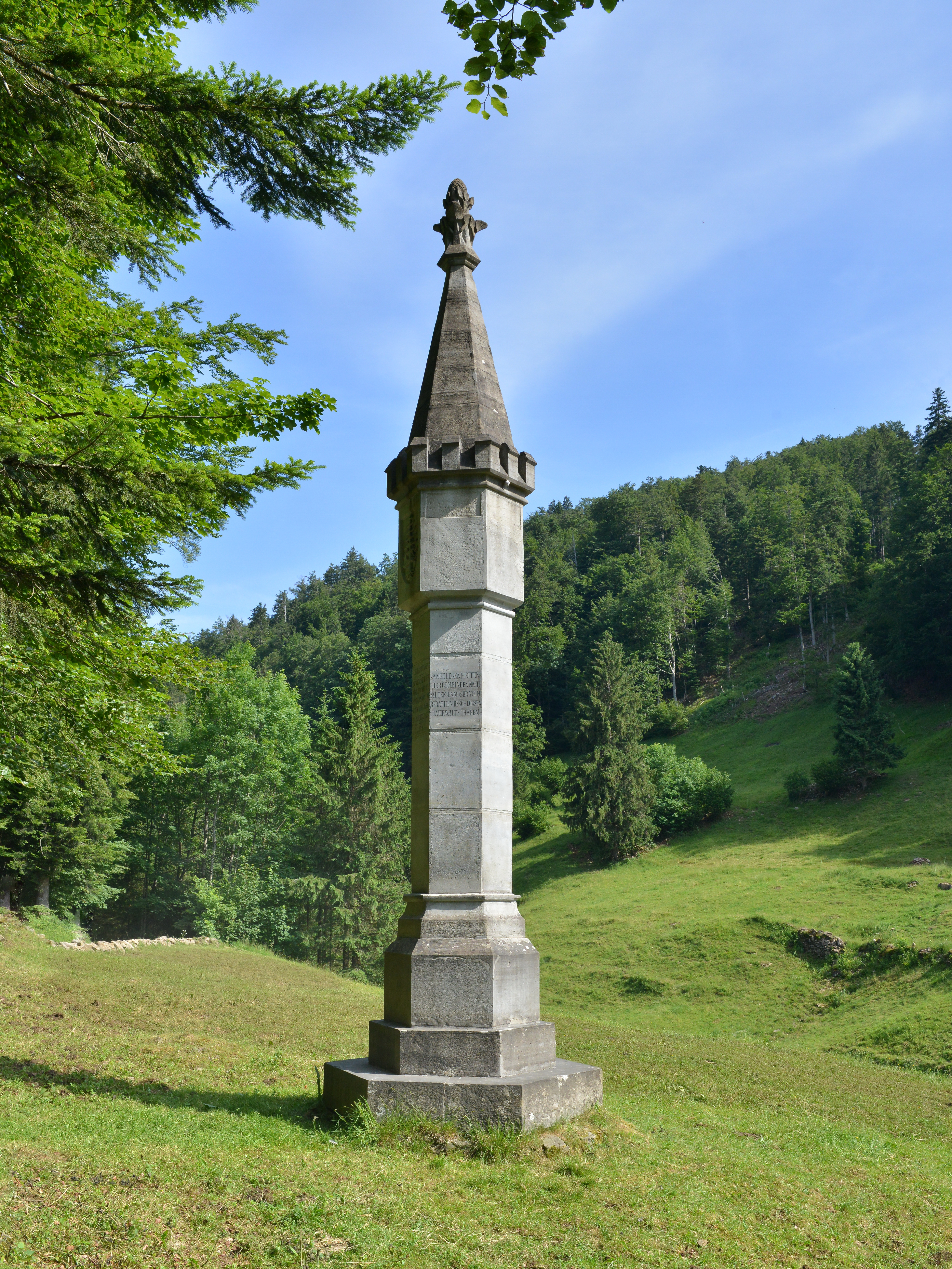
Die Bezegg-Sul aus Sandstein

Die Bezegg-Sul oder Bezeggsul, wobei Sul im örtlichen Dialekt für Säule steht, ist eine neugotische Gedenksäule auf der 800 Meter hohen Passhöhe Bezegg auf Gemarkung der Bregenzerwälder Gemeinde Andelsbuch im Bezirk Bregenz in Vorarlberg. Die Säule steht unter Denkmalschutz (Listeneintrag).

## Geschichte
Nach 1380 bildete sich im inneren Bregenzerwald eine Selbstverwaltung der Bauernschaft des Waldes heraus, die sogenannte „Wälderrepublik“ (Wälder = Bewohner des Bregenzerwalds) mit eigener freier Landgemeinde, eigener Verfassung (Landsbrauch) und Hoch- und Blutgerichtsbarkeit. Als Vorsteher wurde ein Landammann gewählt, meist aus den angesehensten Familien des Bregenzerwaldes. Der Landammann wurde in freier Wahl bestellt, sein Rathaus stand auf der Bezegg, dem geographischen Mittelpunkt des Bregenzerwaldes auf dem Weg von Bezau nach Andelsbuch. Dort wurden vom Landammann und den Räten Gesetze und Fragen von für den Bregenzerwald wichtiger Bedeutung verabschiedet, die in den „Landsbrauch“ aufgenommen wurden.
Das Rathaus war ein Holzbau, der auf vier hohen Steinpfeilern ruhte und auf allen vier Seiten große Ladenöffnungen hatte. Das Gebäude war von unten durch eine im Boden befindliche Falltür über eine Leiter zugänglich. Sie wurde während der Versammlung der Räte hochgezogen und erst wieder hinuntergelassen, wenn ein Beratungsergebnis erzielt wurde.
Das Rathaus auf der Bezegg wurde 1807 im Zuge der Bayrischen Gerichts- und Verwaltungsreform abgerissen. 1871 wurde an dieser Stelle die „Bezegg-Sul“ nach Plänen des damaligen Wiener Dombaumeisters Friedrich von Schmidt im neugotischen Stil errichtet. Sie erinnert an den Standort dieses Gebäudes und die Zeit der umfassenden Sonderrechte der Wälder. An der feierlichen Einweihung am 20. August 1871 nahmen etwa 7000 Personen teil.

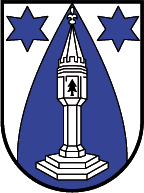
Wappen der Gemeinde Andelsbuch mit der Bezegg-Sul

1930 integrierte die Gemeinde Andelsbuch die Bezegg-Sul in ihr Wappen.

## Architektur
Die etwa dreieinhalb Meter hohe sechseckige Gedenksäule ist aus Farnacher-Sandstein gefertigt.
Über drei, dem Westen und Süden zugewandte Facetten trägt die Säule folgende Inschrift in drei Spalten mit je fünf bis sechs Zeilen:
„An dieser Stelle stand das hoelzerne im J.[ahr] 1807 abgebrochene Rathhaus des Inner-Bregenzerwaldes in welchem der freigewaehlte Landammann und Rath durch Jahrhunderte die | Angelegenheiten der Gemeinden nach altem Landsbrauch berathen, beschlossen u. verwaltet haben“.